# Vorraum (Synagoge)
Viele Synagogen werden mit einem Vorraum gebaut, so dass man nicht direkt von der Straße in den Hauptraum der Synagoge gelangt.
Der Fußboden des Hauptraumes liegt dann oft etwas tiefer als der Fußboden des Vorraumes, entsprechend dem Psalm 130:

„Aus der Tiefe rufe ich, Herr, zu dir: Herr, höre meine Stimme!“

## Bezeichnungsvarianten
Dieser Vorraum wird auch als Vorbau oder Vorhalle oder jiddisch als Pallisch (פאליש), vielleicht von lateinisch Palas, manchmal auch als Polis, bezeichnet.

## Religiöse Begründung
Dieser Vorbau soll an den „Ehara“ genannten Vorhof des Jerusalemer Tempels erinnern.
Der polnische Rabbi Joel Sirkasch bezog sich im 17. Jahrhundert auf den Jerusalemer Talmud.
Dieser lehrt, dass eine Synagoge nicht nur eine Tür, sondern zwei Türen hintereinander benötigt.
Damit soll ein würdiger Übergang von der profanen Außenwelt in den sakralen Bereich der Synagoge gefördert werden.

## Funktion und Ausstattung
Im Vorraum befindet sich oft ein als Kijor bezeichnetes Waschbecken zur rituellen Reinigung.
Außerdem dient dieser Vorraum der inneren Sammlung.
In ihm können Tallit und Tefillin angelegt werden.
Bei Hochzeiten dient er als Warteraum für die Brautleute.
Bei Sterbefällen kann sich hier der Trauerträger aufhalten.
An denjenigen Festtagen, an denen der Priester nicht den Segen über das Volk aussprechen darf oder wenn er nicht zur Tora erscheinen darf, kann er in diesem Raum verweilen.

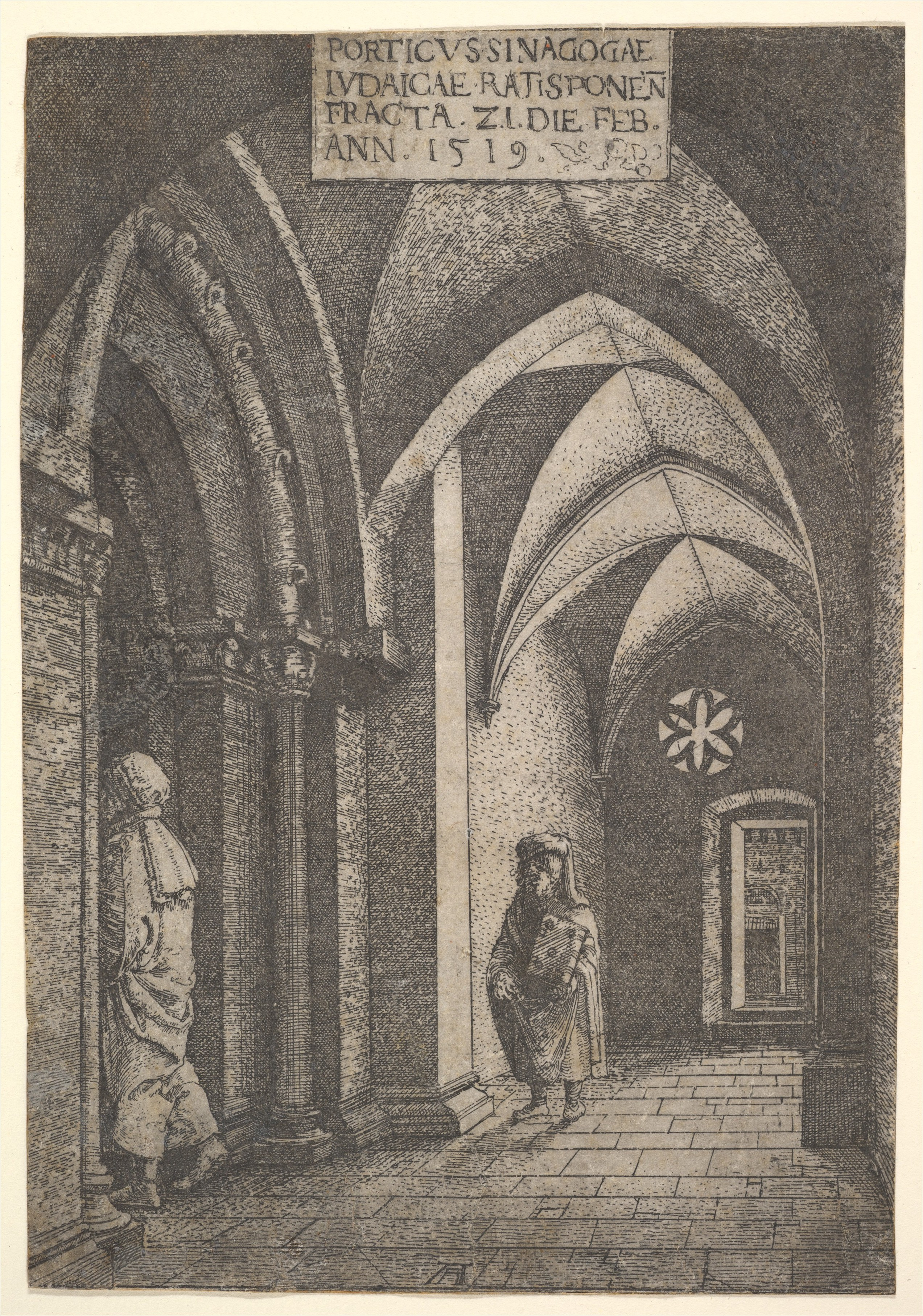
Vorhalle der mittelalterlichen Regensburger Synagoge

## Vorkommen in den Synagogen
Bereits die mittelalterliche Regensburger Synagoge besaß einen solchen Vorbau.
In Floß erreichte die jüdische Gemeinde 1817 nach einem erbitterten Kampf gegen die lokale Regierung die Genehmigung die neu erbaute Synagoge um einen Vorbau zu ergänzen.  Dieser Vorbau wurde erbaut, von der lokalen Regierung sofort wieder abgerissen, dann nach längeren harten Verhandlungen wieder erbaut und schließlich 1938 von den Nazis völlig beseitigt – die Synagoge blieb stehen.
Auch die 2003–2006 neu erbaute Münchner Synagoge verfügt über einen Vorraum mit Kijor.